# Зырянка (Березники)
Зырянка — бывшее село (центр волости), вошедшее в состав города Березники Пермского края.

## История
Зырянка расположена на правом берегу одноименной реки, в 8,6 км от впадения в Каму.
Впервые упоминается как солеваренный пункт в 1570 г., затем — как деревня Зырянка и починок Тимашев, позднее — погост Зырянка с 49 дворами и 2 варницами. Промысел и земли отошли к Г. Д. Строганову в 1701.
Каменный храм Усекновения Главы Иоанна Предтечи в Зырянке был заложен 29 августа 1757 году на средства баронов Строгановых.
В 1772 г. солеварение было прекращено из-за слабости рассолов.
В 1895 г. в селе — волостное правление, которому подчиняются 54 селения (2818 жителей, 532 двора). В Зырянке на этот момент было 22 двора и 133 жителя. Крупнейшие деревни Зырянской волости: Дурыманы, Абрамова, Чупина, Володин Камень.
С 1909 г. действует двухклассная церковно-приходская школа.
В 1930-е годы жителей 55 человек. В связи со строительством калийного и химического комбинатов Зырянке присвоен статус рабочего посёлка. Село было объединено с посёлком Калий-горка (также Калий-рудник, образован в 1929—1939 гг. в связи со строительством комбинатов, на 1957 год — 2500 жителей). В это же время началось строительство нового посёлка южнее, за рекой Зырянка. В 1950-е годы в южной Зырянке проживали 1500 чел., в 1970 г. — 2170.
В 1950-е годы число жителей около 2000 чел. С восточной стороны построено новое поселение. Условная граница между Старой и Новой (восточной) Зырянкой — ул. Максима Горького.
К началу XXI в. от Старой Зырянки остались лишь несколько домов, основная улица — ул. Котовского. С 2013 г. ввиду техногенной аварии территория Старой и части восточной Зырянки закрыта, жители переселены.

## Этимология
Село названо по имени реки Зырянка, река получила название от коми-зырян.

## Улицы, существующие с 1920—1930-х гг
Старая Зырянка: Калийный переулок, Котовского, Кривая, Полевая, Тупиковая.
Новая (южная) Зырянка: Ершова, Железнодорожная, Зырянская, Кряжевая, Сосновая, Шахтерская, Шолохова.

## Начальная школа посёлка Зырянка
Располагалась по адресу ул. Горняков, 37 (пос. Калий-рудник). Вела своё начало от Зырянской двухклассной церковно-приходской школы (1909), размещалась в приспособленном здании постройки 1896 г. Число учеников в 1941—1945 годах: от 214 до 290.
Директора в военные годы: Федотова, А. Кудрявцева. Обучались дети из Старой и Новой Зырянки, посёлка Калий-рудник.

## Известные люди, связанные с Зырянкой
- Фофанова (Кириллова) Маргарита Васильевна (20.9 (2.10).1883, с. Зырянка — 29.3.1976, Москва)[5], участница российского революционного движения с 1902 г. Владелец конспиративной квартиры в Петрограде (Сердобольская ул., д. 1/92, кв. 41), где скрывался В. И. Ленин до 24 октября (6 ноября) 1917 г.[6]

## Документы
В Усольском уезде в 1579 году уже существовали следующие погосты, починки, деревни и займища:
Деревня Остяцкая, на реке Чёрной.
Деревня Чёрная, на протоке Чёрном.
Починок Усова, за р. Чёрной.
Деревня Тонкова, на роднике.
Деревня Подойницына или Пичушина, на овраге.
Починок Воронихина.
Починок Спирин, на роднике, впоследствии деревня Шубина.
Деревня Тресеницына, на роднике.
Починок Пычатовский (Нытвчевский).
Деревня Качергина, на роднике.
Деревня Таева.
Починок Чувашев
Деревня Зырянова, на роднике.
Починок Жираднев, впоследствии деревня Сылва, на реке Сылве.
Займище, посадскаго человека Гришки Иванова, где ныне деревня Тетерина, на реке Каме
Починок Памятова или Белкин, на реке Каме, вверху Лысьвенского озерка.
Деревня Бердникова,
Деревня Зубковская,
Деревня Кулаковская
Займище Кондрашки Леонтьева.
Деревня Боровая.
Деревня Чертеж
Деревня Селище.
Деревня Григорова.
Деревня Зырянка.
Починок Тимашев.
Деревня Шмакова.
Починок Абрамов
Починок Бурундуков

1579 г — населенные места Перми за Строгановыми за Семёном и племянником его, Максимом, в Перми Великой
Деревня Зырянка на речке на Зырянке:
Во дворе Иванко Тимофеев,
Во дворе Филя Дмитриев,
Во дворе Степанко да Конша Гавриловы,
Во дворе Иванко Окораков,
Во дворе Федка Саников,
Во дворе Гриша Пантелеев,
Во дворе Федко Филипов,
Во дворе Мокейко Яковлев,
Во дворе Савко Васильев,
Во дворе Малер Федоров,
Во дворе Нестерко Григорьев,
Во дворе Васка Андреев,
Во дворе Васка Андреев да сын его Кипреянко,
Во дворе Якимко Дмитриев,
Во дворе Данилко да Семенко Артемовы.
Пашни шестьдесят пять чети, перелогу тридцать чети в поле, а в дву потому же; земля худа; лесу пашенного двадцать две десятины; сена по речке по Зырянке по обе стороны, Спаского монастыря от межи отградныя, или вверх по обе стороны до вершины шестьсот семьдесят копен. — Да у них же рыбная ловля в речке в Зырянке, а оброку им с тое речки давати семь алтын на год, да пошлин две денги.
Починок Тимашев на речке на Зырянке:
Во дворе Тимоха Павлов да сын его Левка.
Пашни десять чети в поле, а в дву потому же.
Усольский уезд — Писцовая книга Ивана Яхонтова 1579 года по городу Усолью Камскому и Усольскому уезду